# (6061) 1981 SQ2
(6061) 1981 SQ2 là một tiểu hành tinh vành đai chính. Nó được phát hiện bởi Henri Debehogne ở Đài thiên văn La Silla ở Chile ngày 20 tháng 9 năm 1981.